# الركين (مسلسل)
الركين، مسلسل تلفزيوني مصري عرض في رمضان 1434هـ/2013م.

## قصة المسلسل
تدور الأحداث في إطار اجتماعي حيث أحد الشباب (محمود عبد المغني) الحاصل على مؤهل متوسط ويعيش برفقة أهله في منزل متواضع، يتمرد على حاله ويحاول في شكل إيجابي الكفاح للحصول على عمل شريف يؤهله لحياة أفضل.

## بطولة
- محمود عبد المغني
- لقاء الخميسي
- أحمد وفيق
- إيمان العاصي
- أحمد خليل
- محمود الجندي
- جيهان سلامة
- نهال عنبر
- زيزي البدراوي
- كارولين خليل
- دنيا المصري
- سعيد طرابيك
- شيرين الطحان
- إنجي شرف
- علاء مرسي
- عزة بهاء
- مفيد عاشور
- حازم سمير
- أشرف طلبة
- سلوى محمد علي
- فتوح أحمد
- عهدي صادق
- سعيد الصالح
- نسرينا
- محمود عبد الغفار
- الشحات مبروك
- محمود مسعود
- محمد الصاوي
- علاء زينهم